# Gastrochilus corymbosus
Gastrochilus corymbosus är en orkidéart som beskrevs av A.P.Das och Chanda. Gastrochilus corymbosus ingår i släktet Gastrochilus och familjen orkidéer. Inga underarter finns listade i Catalogue of Life.